# Associazione Calcio Nocerina 1978-1979
Questa voce raccoglie le informazioni riguardanti l'Associazione Calcio Nocerina nelle competizioni ufficiali della stagione 1978-1979.

## Rosa
| N. |                   | Ruolo | Calciatore        |
| -- | ----------------- | ----- | ----------------- |
| -  | Italia (bandiera) | D     | Raffaele Barrella |
| -  | Italia (bandiera) | A     | Fabio Borzoni     |
| -  | Italia (bandiera) | A     | Stanislao Bozzi   |
| -  | Italia (bandiera) | D     | Stefano Calcagni  |
| -  | Italia (bandiera) | C     | Roberto Chiancone |
| -  | Italia (bandiera) | D     | Giovanni Colzato  |
| -  | Italia (bandiera) | D     | Franco Cornaro    |
| -  | Italia (bandiera) | C     | Raffaele Di Risio |
| -  | Italia (bandiera) | A     | Oliviero Garlini  |
| -  | Italia (bandiera) | P     | Claudio Garzelli  |

| N. |                   | Ruolo | Calciatore         |
| -- | ----------------- | ----- | ------------------ |
| -  | Italia (bandiera) | D     | Adriano Grava      |
| -  | Italia (bandiera) | C     | Erasmo Lucido      |
| -  | Italia (bandiera) | D     | Marzio Lugnan      |
| -  | Italia (bandiera) | D     | Gaetano Manzi      |
| -  | Italia (bandiera) | P     | Mauro Pelosin      |
| -  | Italia (bandiera) | C     | Francesco Pecoraro |
| -  | Italia (bandiera) | C     | Viscardo Porcari   |
| -  | Italia (bandiera) | C     | Bruno Ranieri      |
| -  | Italia (bandiera) | A     | Bruno Zanolla      |
| -  | Italia (bandiera) | D     | Sergio Zuccheri    |

## Risultati

### Serie B

#### Girone di andata
| 24 settembre 1978 1ª giornata | Nocerina | 2 – 0 referto | Varese |  |

| 1º ottobre 1978 2ª giornata | Brescia | 2 – 1 referto | Nocerina |  |

| 16 novembre 1947 3ª giornata | Nocerina | 1 – 0 referto | Pistoiese |  |

| 15 ottobre 1978 4ª giornata | Bari | 0 – 0 referto | Nocerina |  |

| 16 dicembre 1945 5ª giornata | Nocerina | 0 – 1 referto | Pescara |  |

| 29 ottobre 1978 6ª giornata | Genoa | 0 – 0 referto | Nocerina |  |

| 5 novembre 1978 7ª giornata | Ternana | 1 – 0 referto | Nocerina |  |

| 12 novembre 1978 8ª giornata | Nocerina | 0 – 1 referto | Foggia |  |

| 19 novembre 1978 9ª giornata | Cesena | 1 – 1 referto | Nocerina |  |

| 26 novembre 1978 10ª giornata | Nocerina | 1 – 1 referto | Cagliari |  |

| 3 dicembre 1978 11ª giornata | Nocerina | 0 – 2 referto | Monza |  |

| 10 dicembre 1978 12ª giornata | Taranto | 1 – 0 referto | Nocerina |  |

| 17 dicembre 1978 13ª giornata | Nocerina | 1 – 0 referto | Sampdoria |  |

| 7 gennaio 1979 14ª giornata | Udinese | 3 – 0 referto | Nocerina |  |

| 14 gennaio 1979 15ª giornata | Nocerina | 2 – 0 referto | Rimini |  |

| 21 gennaio 1979 16ª giornata | Lecce | 2 – 1 referto | Nocerina |  |

| 28 gennaio 1979 17ª giornata | Nocerina | 1 – 1 referto | SPAL |  |

| 4 febbraio 1979 18ª giornata | Palermo | 1 – 0 referto | Nocerina |  |

| 11 febbraio 1979 19ª giornata | Nocerina | 1 – 2 referto | Sambenedettese |  |

#### Girone di ritorno
| 18 febbraio 1979 20ª giornata | Varese | 1 – 1 referto | Nocerina |  |

| 25 febbraio 1979 21ª giornata | Nocerina | 2 – 0 referto | Brescia |  |

| 4 marzo 1979 22ª giornata | Pistoiese | 1 – 0 referto | Nocerina |  |

| 11 marzo 1979 23ª giornata | Nocerina | 1 – 0 referto | Bari |  |

| 18 marzo 1979 24ª giornata | Pescara | 2 – 1 referto | Nocerina |  |

| 25 marzo 1979 25ª giornata | Nocerina | 1 – 0 referto | Genoa |  |

| 1º aprile 1979 26ª giornata | Nocerina | 1 – 1 referto | Ternana |  |

| 8 aprile 1979 27ª giornata | Foggia | 3 – 0 referto | Nocerina |  |

| 14 aprile 1979 28ª giornata | Nocerina | 2 – 1 referto | Cesena |  |

| 22 aprile 1979 29ª giornata | Cagliari | 1 – 0 referto | Nocerina |  |

| 29 aprile 1979 30ª giornata | Monza | 3 – 0 referto | Nocerina |  |

| 6 maggio 1979 31ª giornata | Nocerina | 0 – 0 referto | Taranto |  |

| 13 maggio 1979 32ª giornata | Sampdoria | 0 – 0 referto | Nocerina |  |

| 20 maggio 1979 33ª giornata | Nocerina | 0 – 0 referto | Udinese |  |

| 27 maggio 1979 34ª giornata | Rimini | 0 – 0 referto | Nocerina |  |

| 3 giugno 1979 35ª giornata | Nocerina | 0 – 0 referto | Lecce |  |

| 10 giugno 1979 36ª giornata | SPAL | 3 – 2 referto | Nocerina |  |

| 17 giugno 1979 37ª giornata | Nocerina | 1 – 1 referto | Palermo |  |

| 24 giugno 1979 38ª giornata | Sambenedettese | 3 – 0 referto | Nocerina |  |

## Statistiche

### Statistiche di squadra
| Competizione | Punti | In casa | In casa | In casa | In casa | In casa | In casa | In trasferta | In trasferta | In trasferta | In trasferta | In trasferta | In trasferta | Totale | Totale | Totale | Totale | Totale | Totale | DR  |
| Competizione | Punti | G       | V       | N       | P       | Gf      | Gs      | G            | V            | N            | P            | Gf           | Gs           | G      | V      | N      | P      | Gf     | Gs     | DR  |
| ------------ | ----- | ------- | ------- | ------- | ------- | ------- | ------- | ------------ | ------------ | ------------ | ------------ | ------------ | ------------ | ------ | ------ | ------ | ------ | ------ | ------ | --- |
| Serie B      | 29    | 19      | 8       | 7       | 4       | 17      | 11      | 19           | 0            | 6            | 13           | 7            | 28           | 38     | 8      | 13     | 17     | 24     | 39     | -15 |
| Coppa Italia | 2     | 2       | 0       | 2       | 0       | 0       | 0       | 2            | 0            | 0            | 2            | 1            | 4            | 4      | 0      | 2      | 2      | 1      | 4      | -3  |
| Totale       |       | 21      | 8       | 9       | 4       | 17      | 11      | 21           | 0            | 6            | 15           | 8            | 32           | 42     | 8      | 15     | 19     | 25     | 43     | -18 |

### Statistiche dei giocatori
| Giocatore    | Serie B  | Serie B | Serie B     | Serie B    | Coppa Italia | Coppa Italia | Coppa Italia | Coppa Italia | Totale   | Totale | Totale      | Totale     |
| Giocatore    | Presenze | Reti    | Ammonizioni | Espulsioni | Presenze     | Reti         | Ammonizioni  | Espulsioni   | Presenze | Reti   | Ammonizioni | Espulsioni |
| ------------ | -------- | ------- | ----------- | ---------- | ------------ | ------------ | ------------ | ------------ | -------- | ------ | ----------- | ---------- |
| R. Barrella  | 8        | 0       | ?           | ?          | ?            | ?            | ?            | ?            | 8+       | 0+     | ?           | ?          |
| F. Borzoni   | 29       | 2       | ?           | ?          | ?            | ?            | ?            | ?            | 29+      | 2+     | ?           | ?          |
| S. Bozzi     | 30       | 10      | ?           | ?          | ?            | ?            | ?            | ?            | 30+      | 10+    | ?           | ?          |
| S. Calcagni  | 26       | 0       | ?           | ?          | ?            | ?            | ?            | ?            | 26+      | 0+     | ?           | ?          |
| R. Chiancone | 30       | 1       | ?           | ?          | ?            | ?            | ?            | ?            | 30+      | 1+     | ?           | ?          |
| G. Colzato   | 12       | 0       | ?           | ?          | ?            | ?            | ?            | ?            | 12+      | 0+     | ?           | ?          |
| F. Cornaro   | 38       | 0       | ?           | ?          | ?            | ?            | ?            | ?            | 38+      | 0+     | ?           | ?          |
| R. Di Risio  | 23       | 1       | ?           | ?          | ?            | ?            | ?            | ?            | 23+      | 1+     | ?           | ?          |
| O. Garlini   | 29       | 2       | ?           | ?          | ?            | ?            | ?            | ?            | 29+      | 2+     | ?           | ?          |
| C. Garzelli  | 17       | -19     | ?           | ?          | ?            | ?            | ?            | ?            | 17+      | -19+   | ?           | ?          |
| A. Grava     | 22       | 1       | ?           | ?          | ?            | ?            | ?            | ?            | 22+      | 1+     | ?           | ?          |
| E. Lucido    | 20       | 2       | ?           | ?          | ?            | ?            | ?            | ?            | 20+      | 2+     | ?           | ?          |
| M. Lugnan    | 20       | 1       | ?           | ?          | ?            | ?            | ?            | ?            | 20+      | 1+     | ?           | ?          |
| G. Manzi     | 33       | 0       | ?           | ?          | ?            | ?            | ?            | ?            | 33+      | 0+     | ?           | ?          |
| M. Pelosin   | 21       | -20     | ?           | ?          | ?            | ?            | ?            | ?            | 21+      | -20+   | ?           | ?          |
| F. Pecoraro  | 2        | 0       | ?           | ?          | ?            | ?            | ?            | ?            | 2+       | 0+     | ?           | ?          |
| V. Porcari   | 20       | 1       | ?           | ?          | ?            | ?            | ?            | ?            | 20+      | 1+     | ?           | ?          |
| B. Ranieri   | 21       | 0       | ?           | ?          | ?            | ?            | ?            | ?            | 21+      | 0+     | ?           | ?          |
| B. Zanolla   | 20       | 2       | ?           | ?          | ?            | ?            | ?            | ?            | 20+      | 2+     | ?           | ?          |
| S. Zuccheri  | 30       | 1       | ?           | ?          | ?            | ?            | ?            | ?            | 30+      | 1+     | ?           | ?          |